# سبزک تیره‌کلاه
سبزک تیره‌کلاه (نام علمی: Hylophilus hypoxanthus) نام یک گونه از سرده جنگل‌دوست‌ها است.